# Blumbang (Klego)
Blumbang is een bestuurslaag in het regentschap Boyolali van de provincie Midden-Java, Indonesië. Blumbang telt 1853 inwoners (volkstelling 2010).